# Urusei Yatsura (gruppo musicale)
Urusei Yatsura è stata una band scozzese di Glasgow attiva dal 1993 al 2001.

## Storia
La formazione risale al 1993, dall'incontro fra Graham Kemp e Fergus Lawrie studenti alla Glasgow University, dove decidono di formare un gruppo musicale. La cosa prende corpo con l'ingresso, come bassista, di Elaine Graham e di suo fratello Ian come batterista. Il nome trae origine dall'omonimo manga dal successo planetario (in Italia meglio noto come Lamù). La traduzione dal giapponese è approssimativamente "gente rumorosa del pianeta Uru".
Esordirono pubblicando nel 1994 un mini-album, All Hail Urusei Yatsura, pubblicato da una piccola etichetta discografica, la Hipster Records. Vennero notati poi dalla Ché Records grazie a una delle loro prime esibizioni dal vivo fatte nel programma radiofonico di John Peel; pubblicarono con questa etichetta nel 1995 un primo singolo, Siamese, al quale seguirono due album, We Are Urusei Yatsura nel 1996, Slain by Urusei Yatsura nel 1998.
Il terzo e ultimo album, Everybody Loves Urusei Yatsura, venne pubblicato nel 2001 dall'etichetta Oni del gruppo; lpoco dopo il gruppo si sciolse. Kemp intraprese una carriera da solista, mentre Lawrie e i due fratelli Grahams hanno formato un nuovo gruppo, Projekt A-Ko, che ha pubblicato un album nel 2009, yodyne nel 2009. Lawrie ha anche fondato nel 2011 la band Angel of Everyone Murder nel 2011 e ha pubblicato tre album.
Negli Stati Uniti d'America e in Giappone, per problemi di diritti nell'uso del nome, hanno pubblicato gli album come "Yatsura".
Hanno fatto una serie di esibizioni dal vivo per la BBC come ad esempio alcune Peel Session che, insieme ad altre, sono state poi pubblicate dalla Rocket Girl in un album, You Are My Urusei Yatsura.
Hanno terminato la loro esperienza nel giugno del 2001. Graham si è dedicato ad attività solista e gli altri membri (Fergus Lawrie, Elaine Graham e Ian Graham) hanno dato vita a una nuova formazione chiamata Projekt A-ko (dal nome di un altro anime). Con questa nuovo nome hanno pubblicato un vinile con la band Yellow Capra. Ciascuna di esse ha inciso due canzoni per lato (New Confusion e Beautiful Noise - Neil Diamond cover) in edizione limitata di 500 copie.

## Formazione
- Graham Kemp - voce e chitarra
- Fergus Lawrie - voce e chitarra
- Ian Graham - batteria
- Elaine Graham - basso

## Discografia

### Album
- 1996 - We Are Urusei Yatsura
- 1998 - Slain by Urusei Yatsura
- 2001 - Everybody Loves Urusei Yatsura

### Singoli ed EP
- Siamese  (1995) (Siamese / Lo Fi)
- Kernel (1995) (Kernel / Teen Dream)
- Plastic Ashtray (1995) (Plastic Ashtray / Got The Sun / Miramar / Yatsura Kill Taster)
- Phaser on Stun (1995) (Phaser On Stun / The Love that Bring You Down / The Power of Negative Thinking / Sid & Nancy)
- Stunray (1995) (Kewpies Like Watermelon / Majesty / Sucker / Burriko Girl)
- Strategic Hamlets (1997) (Strategic Hamlets / Down Home Kitty / Kozee Heart / Revir)
- Fake Fur (1997) (Fake Fur / Silver Krest / Nova Static / Secret Crush)
- Fake Fur (1997) (Fake Fur / Pampered Adolescent / Bewitched / Saki & Cremola)
- Hello Tiger (1998) (Hello Tiger / Vanilla Starlet / Vent Axial)
- Hello Tiger (1998) (Hello Tiger (Peel session version) / Dice, Nae Dice / Everybody Hang Out)
- Slain by Elf (1998) (Slain By Elf / Subatomic / Nu Style)
- Slain by Elf (1998) (Slain By Elf / Hail To The New Poor / What's Wrong With Me)
- Yon Kyoku Iri (1999) (Kaytronica / Still Exploding / Nobody Knows We're Stars / Mother OF the MBK)
- Louche 33 (2000) (Louche 33 / Planet Of The Skulls / I'm Vexed)
- Eastern Youth (2001) (Eastern Youth / The Hearts You Break)

### Mini album
- 1994 - All Hail Urusei Yatsura

### Raccolte
- 1997 - ¡Pulpo!

### Compilation
- Guitars Are Boring su Kazoo Collection 12"
- First Day on a New Planet su Camden Crawl II CD
- Kozee Hearts su Noises From the Sound Cupboard 12"
- Powerball (demo) e Black Hole Love (demo) su Does The Word 'Duh' Mean Anything To You? CD
- Exidor (live) su Abuse Your Friends CD
- Phasers on Stun su Japanese Magazine CD